# Mom (Fernsehserie)/Episodenliste

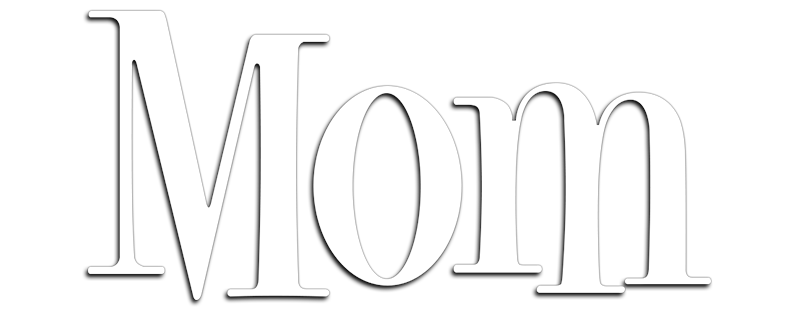
Logo zur Serie

Diese Episodenliste enthält alle Episoden der US-amerikanischen Comedyserie Mom, sortiert nach der US-amerikanischen Erstausstrahlung. Zwischen 2013 und 2021 entstanden in acht Staffeln insgesamt 170 Episoden mit einer Länge von jeweils etwa 22 Minuten.

## Übersicht
| Staffel | Episodenanzahl | Erstausstrahlung USA | Erstausstrahlung USA | Deutschsprachige Erstausstrahlung | Deutschsprachige Erstausstrahlung |
| Staffel | Episodenanzahl | Staffelpremiere      | Staffelfinale        | Staffelpremiere                   | Staffelfinale                     |
| ------- | -------------- | -------------------- | -------------------- | --------------------------------- | --------------------------------- |
| 1       | 22             | 23. September 2013   | 14. April 2014       | 2. September 2014                 | 18. November 2014                 |
| 2       | 22             | 30. Oktober 2014     | 30. April 2015       | 26. Mai 2015                      | 11. August 2015                   |
| 3       | 22             | 5. November 2015     | 19. Mai 2016         | 15. Juni 2016                     | 24. August 2016                   |
| 4       | 22             | 27. Oktober 2016     | 11. Mai 2017         | 12. Juli 2017                     | 20. September 2017                |
| 5       | 22             | 2. November 2017     | 10. Mai 2018         | 2. Mai 2018                       | 11. Juli 2018                     |
| 6       | 22             | 27. September 2018   | 9. Mai 2019          | 3. April 2019                     | 7. August 2019                    |
| 7       | 20             | 26. September 2019   | 16. April 2020       | 4. Juni 2020                      | 6. August 2020                    |
| 8       | 18             | 5. November 2020     | 13. Mai 2021         | 5. Mai 2021                       | 30. Juni 2021                     |

## Staffel 1
Die Erstausstrahlung der ersten Staffel war vom 23. September 2013 bis zum 14. April 2014 auf dem US-amerikanischen Sender CBS zu sehen. Die deutschsprachige Erstausstrahlung sendete der deutsche Free-TV-Sender ProSieben vom 2. September bis zum 18. November 2014.
| Nr. (ges.) | Nr. (St.) | Deutscher Titel                  | Originaltitel                                     | Erstausstrahlung USA | Deutschsprachige Erstausstrahlung (D) | Regie           | Drehbuch                                                                                         | Zuschauer (USA) |
| ---------- | --------- | -------------------------------- | ------------------------------------------------- | -------------------- | ------------------------------------- | --------------- | ------------------------------------------------------------------------------------------------ | --------------- |
| 1          | 1         | Neuanfang                        | Pilot                                             | 23. Sep. 2013        | 2. Sep. 2014                          | Pamela Fryman   | Chuck Lorre, Eddie Gorodetsky & Gemma Baker                                                      | 7,99 Mio.       |
| 2          | 2         | Die bessere Mutter               | A Pee Stick and an Asian Raccoon                  | 30. Sep. 2013        | 2. Sep. 2014                          | Gary Halvorson  | Chuck Lorre & Eddie Gorodetsky Idee: Nick Bakay & Gemma Baker                                    | 7,00 Mio.       |
| 3          | 3         | Das Date mit Adam                | A Small Nervous Meltdown and a Misplaced Fork     | 7. Okt. 2013         | 9. Sep. 2014                          | Gary Halvorson  | Nick Bakay & Gemma Baker Idee: Chuck Lorre & Eddie Gorodetsky                                    | 6,86 Mio.       |
| 4          | 4         | Wut im Bauch                     | Loathing and Tube Socks                           | 14. Okt. 2013        | 9. Sep. 2014                          | Jeff Greenstein | Chuck Lorre & Nick Bakay Idee: Eddie Gorodetsky & Gemma Baker                                    | 7,44 Mio.       |
| 5          | 5         | Drei Frauen und ein Bett         | Six Thousand Bootleg T-Shirts and a Prada Handbag | 21. Okt. 2013        | 16. Sep. 2014                         | James Widdoes   | Eddie Gorodetsky & Gemma Baker Idee: Chuck Lorre & Nick Bakay                                    | 7,28 Mio.       |
| 6          | 6         | Hüttenzauber                     | Abstinence and Pudding                            | 28. Okt. 2013        | 16. Sep. 2014                         | Jeff Greenstein | Chuck Lorre & Eddie Gorodetsky Idee: Nick Bakay & Gemma Baker                                    | 6,64 Mio.       |
| 7          | 7         | Wechseljahre                     | Estrogen and a Hearty Breakfast                   | 4. Nov. 2013         | 23. Sep. 2014                         | James Widdoes   | Chuck Lorre, Nick Bakay & Alissa Neubauer Idee: Eddie Gorodetsky & Gemma Baker                   | 7,38 Mio.       |
| 8          | 8         | Verliebt und verloren            | Big Sur and Strawberry Lube                       | 11. Nov. 2013        | 23. Sep. 2014                         | Jeff Greenstein | Nick Bakay, Gemma Baker & Christine Zander Idee: Chuck Lorre, Eddie Gorodetsky & Alissa Neubauer | 6,96 Mio.       |
| 9          | 9         | Therapiestunde                   | Zombies and Cobb Salad                            | 18. Nov. 2013        | 30. Sep. 2014                         | Betsy Thomas    | Chuck Lorre, Eddie Gorodetsky & Gemma Baker Idee: Nick Bakay, Christine Zander & Alissa Neubauer | 6,82 Mio.       |
| 10         | 10        | Der Ex-Mann in der Einfahrt      | Belgian Waffles and Bathroom Privileges           | 25. Nov. 2013        | 30. Sep. 2014                         | Jeff Greenstein | Eddie Gorodetsky, Nick Bakay & Gemma Baker Idee: Chuck Lorre, Christine Zander & Alissa Neubauer | 7,36 Mio.       |
| 11         | 11        | Krebs und Katzen                 | Cotton Candy and Blended Fish                     | 2. Dez. 2013         | 14. Okt. 2014                         | Jeff Greenstein | Eddie Gorodetsky & Nick Bakay Idee: Chuck Lorre, Gemma Baker & Alissa Neubauer                   | 7,68 Mio.       |
| 12         | 12        | Eine kulinarische Affäre         | Corned Beef and Handcuffs                         | 16. Dez. 2013        | 14. Okt. 2014                         | Jon Cryer       | Chuck Lorre, Nick Bakay & Alissa Neubauer Idee: Eddie Gorodetsky, Gemma Baker & Christine Zander | 7,44 Mio.       |
| 13         | 13        | Ohne Hilfe geht es nicht         | Hot Soup and Shingles                             | 13. Jan. 2014        | 21. Okt. 2014                         | Anthony Rich    | Eddie Gorodetsky & Nick Bakay Idee: Chuck Lorre & Hayley Mortison                                | 8,50 Mio.       |
| 14         | 14        | Der Amnestie-Pakt                | Leather Cribs and Medieval Rack                   | 20. Jan. 2014        | 21. Okt. 2014                         | Ted Wass        | Chuck Lorre, Nick Bakay & Gemma Baker Idee: Eddie Gorodetsky, Alissa Neubauer & Sheldon Bull     | 8,27 Mio.       |
| 15         | 15        | Mein geliebter Rabenvater        | Fireballs and Bullet Holes                        | 27. Jan. 2014        | 28. Okt. 2014                         | Ted Wass        | Eddie Gorodetsky, Alissa Neubauer & Marco Pennette Idee: Chuck Lorre & Nick Bakay                | 9,58 Mio.       |
| 16         | 16        | Heißer als die Feuerwehr erlaubt | Nietzsche and a Beer Run                          | 3. Feb. 2014         | 28. Okt. 2014                         | Ted Wass        | Eddie Gorodetsky, Nick Bakay & Gemma Baker Idee: Chuck Lorre                                     | 9,12 Mio.       |
| 17         | 17        | Eine Fürsprecherin für Regina    | Jail, Jail and Japanese Porn                      | 24. Feb. 2014        | 4. Nov. 2014                          | James Widdoes   | Nick Bakay, Alissa Neubauer & Marco Pennette Idee: Chuck Lorre & Eddie Gorodetsky                | 7,25 Mio.       |
| 18         | 18        | Baby Blues                       | Sonograms and Tube Tops                           | 3. März 2014         | 4. Nov. 2014                          | Jeff Greenstein | Chuck Lorre, Eddie Gorodetsky & Marco Pennette Idee: Nick Bakay, Gemma Baker & Sheldon Bull      | 8,42 Mio.       |
| 19         | 19        | Ab in den Knast                  | Toilet Wine and the Earl of Sandwich              | 17. März 2014        | 11. Nov. 2014                         | Jeff Greenstein | Gemma Baker & Alissa Neubauer Idee: Chuck Lorre                                                  | 7,05 Mio.       |
| 20         | 20        | Die perfekten Eltern             | Clumsy Monkeys and a Tilted Uterus                | 24. März 2014        | 11. Nov. 2014                         | Jeff Greenstein | Alissa Neubauer & Marco Pennette Idee: Chuck Lorre & Gemma Baker                                 | 7,35 Mio.       |
| 21         | 21        | Was sich hasst, das liebt sich   | Broken Dreams and Blocked Arteries                | 31. März 2014        | 18. Nov. 2014                         | James Widdoes   | Chuck Lorre & Eddie Gorodetsky Idee: Nick Bakay & Marco Pennette                                 | 7,27 Mio.       |
| 22         | 22        | Ende gut, alles gut              | Smokey Taylor and a Deathbed Confession           | 14. Apr. 2014        | 18. Nov. 2014                         | Jeff Greenstein | Chuck Lorre & Alissa Neubauer Idee: Gemma Baker & Marco Pennette                                 | 6,86 Mio.       |

## Staffel 2
Die Erstausstrahlung der zweiten Staffel war vom 30. Oktober 2014 bis zum 30. April 2015 auf dem US-amerikanischen Sender CBS zu sehen. Die deutschsprachige Erstausstrahlung wurde vom 26. Mai bis 11. August 2015 beim deutschen Free-TV-Sender ProSieben gesendet.
| Nr. (ges.) | Nr. (St.) | Deutscher Titel               | Originaltitel                             | Erstausstrahlung USA | Deutschsprachige Erstausstrahlung (D) | Regie           | Drehbuch                                                                                                  | Zuschauer (USA) |
| ---------- | --------- | ----------------------------- | ----------------------------------------- | -------------------- | ------------------------------------- | --------------- | --- | --------------- |
| 23         | 1         | Wie gewonnen, so zerronnen    | Hepatitis and Lemon Zest                  | 30. Okt. 2014        | 26. Mai 2015                          | Ted Wass        | Nick Bakay, Gemma Baker & Marco Pennette Idee: Chuck Lorre & Eddie Gorodetsky                             | 11,13 Mio.      |
| 24         | 2         | Schlimmer geht’s immer        | Figgy Pudding and the Rapture             | 6. Nov. 2014         | 2. Juni 2015                          | Ted Wass        | Alissa Neubauer, Sheldon Bull & Adam Chase Idee: Chuck Lorre & Susan McMartin                             | 10,80 Mio.      |
| 25         | 3         | Ein mörderisch gutes Angebot  | Chicken Nuggets and a Triple Homicide     | 13. Nov. 2014        | 9. Juni 2015                          | Ted Wass        | Eddie Gorodetsky, Alissa Neubauer & Adam Chase Idee: Chuck Lorre & Mike Binder                            | 11,07 Mio.      |
| 26         | 4         | Kreative Jobsuche             | Forged Resumes and the Recommended Dosage | 20. Nov. 2014        | 9. Juni 2015                          | Ted Wass        | Gemma Baker, Sheldon Bull & Marco Pennette Idee: Chuck Lorre & Nick Bakay                                 | 10,19 Mio.      |
| 27         | 5         | Baxter in besseren Kreisen    | Kimchi and a Monkey Playing Harmonica     | 27. Nov. 2014        | 16. Juni 2015                         | Ted Wass        | Susan McMartin, Sheldon Bull & Marco Pennette Idee: Chuck Lorre & Eddie Gorodetsky                        | 7,30 Mio.       |
| 28         | 6         | Luxus macht nicht glücklich   | Crazy Eyes And A Wet Brad Pitt            | 4. Dez. 2014         | 16. Juni 2015                         | Ted Wass        | Chuck Lorre & Nick Bakay Idee: Gemma Baker, Alissa Neubauer, & Adam Chase                                 | 8,61 Mio.       |
| 29         | 7         | Die Liste der Geständnisse    | Extra Mashed Potatoes And A Drunk Clown   | 11. Dez. 2014        | 23. Juni 2015                         | Ted Wass        | Gemma Baker, Marco Pennette, & Adam Chase Idee: Chuck Lorre & Alissa Neubauer                             | 10,75 Mio.      |
| 30         | 8         | Familientherapie              | Free Therapy And A Dead Lady’s Yard Sale  | 18. Dez. 2014        | 23. Juni 2015                         | Ted Wass        | Gemma Baker, Marco Pennette, & Adam Chase Idee: Chuck Lorre & Susan McMartin                              | 10,01 Mio.      |
| 31         | 9         | Ein fast perfekter Ehemann    | Godzilla and a Sprig of Mint              | 8. Jan. 2015         | 30. Juni 2015                         | Ted Wass        | Eddie Gorodetsky, Alissa Neubauer & Sheldon Bull Idee: Chuck Lorre & Nick Bakay                           | 12,29 Mio.      |
| 32         | 10        | Neue Ziele                    | Nudes and a Six Day Cleanse               | 15. Jan. 2015        | 30. Juni 2015                         | Jeff Greenstein | Marco Pennette, Adam Chase, & Gemma Baker Idee: Alissa Neubauer, Sheldon Bull, & Susan McMartin           | 10,84 Mio.      |
| 33         | 11        | Ex und Exitus                 | Three Smiles and an Unpainted Ceiling     | 22. Jan. 2015        | 7. Juli 2015                          | Anthony Rich    | Chuck Lorre, Eddie Gorodetsky, & Nick Bakay Idee: Chuck Lorre & Eddie Gorodetsky                          | 11,05 Mio.      |
| 34         | 12        | Asche und Katzenstreu         | Kitty Litter and a Class A Felony         | 29. Jan. 2015        | 7. Juli 2015                          | Jeff Greenstein | Gemma Baker, Adam Chase & Susan McMartin Idee: Chuck Lorre, Eddie Gorodetsky & Marco Pennette             | 11,78 Mio.      |
| 35         | 13        | Ein neuer Alvin               | Cheeseburger Salad and Jazz               | 5. Feb. 2015         | 14. Juli 2015                         | Ted Wass        | Nick Bakay, Alissa Neubauer & Sheldon Bull Idee: Chuck Lorre & Eddie Gorodetsky                           | 11,65 Mio.      |
| 36         | 14        | Alle hassen Christy           | Benito Poppins and a Warm Pumpkin         | 12. Feb. 2015        | 14. Juli 2015                         | Ted Wass        | Chuck Lorre, Alissa Neubauer & Susan McMartin Idee: Nick Bakay & Britté Anchor                            | 10,22 Mio.      |
| 37         | 15        | Sex mit Nervenkitzel          | Turkey Meatballs and a Getaway Car        | 26. Feb. 2015        | 21. Juli 2015                         | Ted Wass        | Chuck Lorre, Nick Bakay, Gemma Baker & Adam Chase Idee: Eddie Gorodetsky, Marco Pennette & Susan McMartin | 8,30 Mio.       |
| 38         | 16        | Drei Frauen für ein Halleluja | Dirty Money and a Woman Named Mike        | 5. März 2015         | 21. Juli 2015                         | Ted Wass        | Nick Bakay & Alissa Neubauer Idee: Chuck Lorre & Sheldon Bull                                             | 9,67 Mio.       |
| 39         | 17        | Ein Professor für Violet      | A Commemorative Coin and a Misshapen Head | 12. März 2015        | 28. Juli 2015                         | Anthony Rich    | Chuck Lorre & Susan McMartin Idee: Eddie Gorodetsky, Nick Bakay & Susan McMartin                          | 9,09 Mio.       |
| 40         | 18        | Bonnie in Versuchung          | Dropped Soap and a Big Guy on a Throne    | 2. Apr. 2015         | 28. Juli 2015                         | Anthony Rich    | Chuck Lorre & Gemma Baker Idee: Eddie Gorodetsky, Nick Bakay & Susan McMartin                             | 8,62 Mio.       |
| 41         | 19        | Alles für die Katz            | Mashed Potatoes and a Little Nitrous      | 9. Apr. 2015         | 4. Aug. 2015                          | James Widdoes   | Chuck Lorre & Marco Pennette Idee: Gemma Baker, Sheldon Bull & Susan McMartin                             | 9,03 Mio.       |
| 42         | 20        | Auf Entzug                    | Sick Popes and a Red Ferrari              | 16. Apr. 2015        | 4. Aug. 2015                          | James Widdoes   | Alissa Neubauer & Adam Chase Idee: Chuck Lorre, Eddie Gorodetsky & Nick Bakay                             | 9,60 Mio.       |
| 43         | 21        | Waffen(un)ruhe                | Patient Zero and the Chocolate Fountain   | 23. Apr. 2015        | 11. Aug. 2015                         | James Widdoes   | Chuck Lorre, Eddie Gorodetsky, Nick Bakay & Marco Pennette Idee: Adam Chase, Gemma Baker & Susan McMartin | 9,01 Mio.       |
| 44         | 22        | Nestflucht                    | Fun Girl Stuff and Eternal Salvation      | 30. Apr. 2015        | 11. Aug. 2015                         | James Widdoes   | Chuck Lorre & Warren Bell Idee: Alissa Neubauer & Sheldon Bull                                            | 8,78 Mio.       |

## Staffel 3
Die Erstausstrahlung der dritten Staffel war vom 5. November 2015 bis zum 19. Mai 2016 auf dem US-amerikanischen Sender CBS zu sehen. Die deutschsprachige Erstausstrahlung sendete der deutsche Pay-TV-Sender ProSieben Fun vom 15. Juni bis zum 24. August 2016.
| Nr. (ges.) | Nr. (St.) | Deutscher Titel                                  | Originaltitel                               | Erstausstrahlung USA | Deutschsprachige Erstausstrahlung (D) | Regie         | Drehbuch | Zuschauer (USA) |
| ---------- | --------- | ------------------------------------------------ | ------------------------------------------- | -------------------- | ------------------------------------- | ------------- | --- | --------------- |
| 45         | 1         | Gute Mütter, schlechte Mütter                    | Terrorists and Gingerbread                  | 5. Nov. 2015         | 15. Juni 2016                         | James Widdoes | Gemma Baker, Adam Chase & Anne Flett-Giordano Idee: Chuck Lorre & Eddie Gorodetsky                                  | 7,28 Mio.       |
| 46         | 2         | Ein ganz mieser Tag                              | Thigh Gap and a Rack of Lamb                | 12. Nov. 2015        | 15. Juni 2016                         | James Widdoes | Gemma Baker, Adam Chase & Anne Flett-Giordano Idee: Chuck Lorre & Marco Pennette                                    | 7,16 Mio.       |
| 47         | 3         | Helfersyndrom                                    | Mozzarella Sticks and a Gay Piano Bar       | 19. Nov. 2015        | 22. Juni 2016                         | James Widdoes | Gemma Baker, Sheldon Bull & Adam Chase Idee: Chuck Lorre, Nick Bakay & Marco Pennette                               | 7,46 Mio.       |
| 48         | 4         | Ein Schmerz und eine Seele                       | Sawdust and Brisket                         | 26. Nov. 2015        | 22. Juni 2016                         | James Widdoes | Sheldon Bull, Susan McMartin & Sam Miller Idee: Chuck Lorre & Nick Bakay                                            | 6,72 Mio.       |
| 49         | 5         | Bonnie auf Männerfang                            | A Pirate, Three Frogs and a Prince          | 10. Dez. 2015        | 29. Juni 2016                         | James Widdoes | Eddie Gorodetsky, Alissa Neubauer & Michael Borkow Idee: Chuck Lorre & Warren Bell                                  | 6,87 Mio.       |
| 50         | 6         | Rückfall ins Glück                               | Horny-Goggles and a Catered Intervention    | 17. Dez. 2015        | 29. Juni 2016                         | James Widdoes | Chuck Lorre, Nick Bakay & Sheldon Bull Idee: Susan McMartin                                                         | 8,95 Mio.       |
| 51         | 7         | Gefahr im Verzug                                 | Kreplach and a Tiny Tush                    | 7. Jan. 2016         | 6. Juli 2016                          | James Widdoes | Chuck Lorre, Marco Pennette & Alissa Neubauer Idee: Eddie Gorodetsky, Adam Chase & Warren Bell                      | 8,71 Mio.       |
| 52         | 8         | Meine Erzfeindin, ihr Vater und ich              | Snickerdoodle and a Nip Slip                | 14. Jan. 2016        | 6. Juli 2016                          | James Widdoes | Chuck Lorre & Warren Bell Idee: Eddie Gorodetsky & Alissa Neubauer                                                  | 8,33 Mio.       |
| 53         | 9         | Brunch der Erkenntnis                            | My Little Pony and a Demerol Drip           | 21. Jan. 2016        | 13. Juli 2016                         | James Widdoes | Chuck Lorre, Nick Bakay & Sheldon Bull Idee: Gemma Baker, Marco Pennette & Adam Chase                               | 8,49 Mio.       |
| 54         | 10        | Der Zeh im Lady-Pool                             | Quaaludes and Crackerjack                   | 4. Feb. 2016         | 13. Juli 2016                         | James Widdoes | Chuck Lorre, Sheldon Bull & Susan McMartin Idee: Nick Bakay & Warren Bull                                           | 7,96 Mio.       |
| 55         | 11        | Cinderella kann mich mal                         | Cinderella and a Drunk MacGyver             | 11. Feb. 2016        | 20. Juli 2016                         | James Widdoes | Chuck Lorre, Eddie Gorodetsky & Nick Bakay Idee: Alissa Neubauer, Warren Bell & Susan McMartin                      | 8,13 Mio.       |
| 56         | 12        | Himmelhoch jauchzend, zu Tode betrübt            | Diabetic Lesbians and a Blushing Bride      | 18. Feb. 2016        | 20. Juli 2016                         | James Widdoes | Chuck Lorre, Marco Pennette, Adam Chase & Anne Flett-Giordano Idee: Eddie Gorodetsky, Gemma Baker & Alissa Neubauer | 8,68 Mio.       |
| 57         | 13        | Die Sirup-Mafia                                  | Sticky Hands and a Walk on the Wild Side    | 25. Feb. 2016        | 27. Juli 2016                         | James Widdoes | Chuck Lorre, Eddie Gorodetsky & Susan McMartin Idee: Nick Bakay, Warren Bell & Anne Flett-Giordano                  | 7,90 Mio.       |
| 58         | 14        | Meine Mutter und ihr Mal                         | Death, Death, Death and a Bucket of Chicken | 3. März 2016         | 27. Juli 2016                         | James Widdoes | Chuck Lorre, Warren Bell & Anne Flett-Giordano Idee: Gemma Baker & Alissa Neubauer                                  | 7,98 Mio.       |
| 59         | 15        | Wenn zwei sich streiten, sträubt sich die Dritte | Nazi Zombies and a Two-Hunderd Pound Baby   | 10. März 2016        | 3. Aug. 2016                          | James Widdoes | Chuck Lorre & Susan McMartin Idee: Adam Chase & Anne Flett-Giordano                                                 | 7,88 Mio.       |
| 60         | 16        | Falsch verbunden                                 | Cornflakes and the Hair of Three Men        | 7. Apr. 2016         | 3. Aug. 2016                          | James Widdoes | Chuck Lorre & Britté Anchor Idee: Marco Pennette & Susan McMartin                                                   | 7,17 Mio.       |
| 61         | 17        | Hengst auf Rädern                                | Caperberries and a Fat Detective            | 14. Apr. 2016        | 10. Aug. 2016                         | Anthony Rich  | Chuck Lorre & Eddie Gorodetsky Idee: Sheldon Bull & Warren Bell                                                     | 7,46 Mio.       |
| 62         | 18        | Adam und die Anonymen                            | Beast Mode and Old People Kissing           | 21. Apr. 2016        | 10. Aug. 2016                         | James Widdoes | Chuck Lorre & Nick Bakay Idee: Gemma Baker, Adam Chase & Warren Bell                                                | 8,31 Mio.       |
| 63         | 19        | Patientin auf der Flucht                         | A Catheter and a Dipsy-Doodle               | 28. Apr. 2016        | 17. Aug. 2016                         | James Widdoes | Chuck Lorre, Alissa Neubauer & Sheldon Bull Idee: Nick Bakay, Marco Pennette, Anne Flett-Giordano & Susan McMartin  | 8,27 Mio.       |
| 64         | 20        | Zickenkrieg                                      | Pure Evil and a Free Piece of Cheesecake    | 5. Mai 2016          | 17. Aug. 2016                         | James Widdoes | Chuck Lorre, Gemma Baker & Warren Bell Idee: Britté Anchor                                                          | 7,92 Mio.       |
| 65         | 21        | Willkommen im Club                               | Mahjong Sally and the Ecstasy               | 12. Mai 2016         | 24. Aug. 2016                         | James Widdoes | Chuck Lorre, Eddie Gorodetsky & Warren Bell Idee: Alissa Neubauer & Susan McMartin                                  | 8,31 Mio.       |
| 66         | 22        | Von Geldsorgen zum Geldsegen                     | Atticus Finch and the Downtrodden           | 19. Mai 2016         | 24. Aug. 2016                         | James Widdoes | Chuck Lorre, Nick Bakay & Sheldon Bull Idee: Gemma Baker, Adam Chase & Anne Flett-Giordano                          | 8,14 Mio.       |

## Staffel 4
Die Erstausstrahlung der vierten Staffel war vom 27. Oktober 2016 bis zum 11. Mai 2017 auf dem US-amerikanischen Fernsehsender CBS zu sehen. Die deutschsprachige Erstausstrahlung sendete der deutsche Pay-TV-Sender ProSieben Fun vom 12. Juli bis 20. September 2017.
| Nr. (ges.) | Nr. (St.) | Deutscher Titel                     | Originaltitel                               | Erstausstrahlung USA | Deutschsprachige Erstausstrahlung (D) | Regie         | Drehbuch                                                                                               | Zuschauer (USA) |
| ---------- | --------- | ----------------------------------- | ------------------------------------------- | -------------------- | ------------------------------------- | ------------- | --- | --------------- |
| 67         | 1         | Staubiger Topf sucht Deckel         | High-tops and Brown Jacket                  | 27. Okt. 2016        | 12. Juli 2017                         | James Widdoes | Marco Pennette, Adam Chase & Susan McMartin Idee: Chuck Lorre & Gemma Baker                            | 7,02 Mio.       |
| 68         | 2         | Nackte, nasse Kerle                 | Sword Fights and a Dominican Shortstop      | 3. Nov. 2016         | 12. Juli 2017                         | James Widdoes | Gemma Baker, Warren Bell & Sheldon Bull Idee: Chuck Lorre                                              | 6,85 Mio.       |
| 69         | 3         | Flaute im Bett                      | Sparkling Water and Ba-dinkers              | 10. Nov. 2016        | 19. Juli 2017                         | James Widdoes | Alissa Neubauer, Anne Flett-Giordano & Britté Anchor Idee: Chuck Lorre, Eddie Gorodetsky & Nick Bakay  | 7,10 Mio.       |
| 70         | 4         | Wer früher kifft, ist länger stoned | Curious George and the Big Red Nightmare    | 17. Nov. 2016        | 19. Juli 2017                         | James Widdoes | Sheldon Bull, Adam Chase & Warren Bell Idee: Chuck Lorre                                               | 7,64 Mio.       |
| 71         | 5         | Violet und die ahnungslosen Trottel | Blow and a Free McMuffin                    | 24. Nov. 2016        | 26. Juli 2017                         | James Widdoes | Nick Bakay & Warren Bell Idee: Chuck Lorre, Susan McMartin & Anne Flett-Giordano                       | 5,82 Mio.       |
| 72         | 6         | Das mutierte Muttertier             | Xanax and a Baby Duck                       | 1. Dez. 2016         | 26. Juli 2017                         | Jon Cryer     | Eddie Gorodetsky & Gemma Baker Idee: Chuck Lorre, Warren Bell & Sheldon Bull                           | 7,01 Mio.       |
| 73         | 7         | Ein Baby für Jill                   | Cornbread and a Cashmere Onesie             | 8. Dez. 2016         | 2. Aug. 2017                          | James Widdoes | Eddie Gorodetsky, Marco Pennete & Susan McMartin Idee: Chuck Lorre & Gemma Baker                       | 7,48 Mio.       |
| 74         | 8         | Laminieren für Fortgeschrittene     | Freckled Bananas and a Little Schwinn       | 15. Dez. 2016        | 2. Aug. 2017                          | James Widdoes | Nick Bakay, Alissa Neubauer & Britte Anchor Idee: Chuck Lorre, Susan McMartin & Anne Flett-Giordano    | 8,23 Mio.       |
| 75         | 9         | Die böse und die brave Hand         | Bad Hand and British Royalty                | 5. Jan. 2017         | 9. Aug. 2017                          | James Widdoes | Susan McMartin, Adam Chase & Anne Flett-Giordano Idee: Chuck Lorre, Nick Bakay & Warren Bell           | 8,50 Mio.       |
| 76         | 10        | Der zerplatzte Traum                | A Safe Word and a Rib Eye                   | 12. Jan. 2017        | 9. Aug. 2017                          | Anthony Rich  | Eddie Gorodetsky, Gemma Baker & Marco Pennette Idee: Chuck Lorre & Alissa Neubauer                     | 7,39 Mio.       |
| 77         | 11        | Christy macht die Pferde scheu      | Good Karma and the Big Weird                | 19. Jan. 2017        | 16. Aug. 2017                         | James Widdoes | Nick Bakay, Sheldon Bull, Adam Chase & Warren Bell Idee: Chuck Lorre, Alissa Neubauer & Susan McMartin | 8,57 Mio.       |
| 78         | 12        | Im Rausch der Kekse                 | Wind Chimes and a Bottomless Pit of Sadness | 2. Feb. 2017         | 16. Aug. 2017                         | James Widdoes | Adam Chase, Alissa Neubauer & Britté Anchor Idee: Gemma Baker & Sheldon Bull                           | 8,71 Mio.       |
| 79         | 13        | Fremdküssen                         | A Bouncy Castle and an Aneurysm             | 9. Feb. 2017         | 23. Aug. 2017                         | James Widdoes | Eddie Gorodetsky & Marco Pennette Idee: Gemma Baker                                                    | 7,56 Mio.       |
| 80         | 14        | Schlimmer dummer Liebeskummer       | Roast Chicken and a Funny Story             | 16. Feb. 2017        | 23. Aug. 2017                         | James Widdoes | Alissa Neubauer, Susan McMartin & Anne Flett-Giordano Idee: Nick Bakay, Marco Pennette & Adam Chase    | 7,87 Mio.       |
| 81         | 15        | Die Ex und der sehr alte Hund       | Night Swimmin' and an English Muffin        | 23. Feb. 2017        | 30. Aug. 2017                         | James Widdoes | Chuck Lorre, Warren Bell & Sheldon Bull Idee: Eddie Gorodetsky & Gemma Baker                           | 7,62 Mio.       |
| 82         | 16        | Krieg der Krankenpflegerinnen       | Martinis and a Sponge Bath                  | 9. März 2017         | 30. Aug. 2017                         | James Widdoes | Alissa Neubauer, Warren Bell & Adam Chase Idee: Nick Bakay, Susan McMartin & Sheldon Bull              | 7,50 Mio.       |
| 83         | 17        | Und ewig grunzen die Teenager       | A Fist Fight and a Grunt of Approval        | 30. März 2017        | 6. Sep. 2017                          | Anthony Rich  | Gemma Baker, Anne Flett-Giordano & Britté Anchor Idee: Warren Bell & Sheldon Bull                      | 7,03 Mio.       |
| 84         | 18        | Brief an meine tote Mom             | Tush Push and Some Radishes                 | 6. Apr. 2017         | 6. Sep. 2017                          | James Widdoes | Eddie Gorodetsky & Nick Bakay Idee: Marco Pennette & Susan McMartin                                    | 7,50 Mio.       |
| 85         | 19        | Tantra ist sein Mantra              | Mushroom Soup and Tantric Sex               | 13. Apr. 2017        | 13. Sep. 2017                         | James Widdoes | Chuck Lorre, Sheldon Bull & Britté Anchor Idee: Eddie Gorodetsky, Nick Bakay & Gemma Baker             | 6,93 Mio.       |
| 86         | 20        | Christy bricht ihr Schweigen        | The Dali Lama and a Hedge Made of Gold      | 27. Apr. 2017        | 13. Sep. 2017                         | James Widdoes | Marco Pennette, Alissa Neubauer & Anne Flett-Giordano Idee: Gemma Baker, Susan McMartin & Adam Chase   | 7,06 Mio.       |
| 87         | 21        | Wer stirbt schon auf Hawaii?        | A Few Thongs and a Hawaiian Funeral         | 4. Mai 2017          | 20. Sep. 2017                         | James Widdoes | Alissa Neubauer, Adam Chase & Anne Flett-Giordano Idee: Gemma Baker & Marco Pennette                   | 8,18 Mio.       |
| 88         | 22        | Steuertricks à la Bonnie            | Lockjaw and a Liquid Diet                   | 11. Mai 2017         | 20. Sep. 2017                         | James Widdoes | Eddie Gorodetsky & Nick Bakay Idee: Susan McMartin & Sheldon Bull                                      | 8,12 Mio.       |

## Staffel 5
Die Erstausstrahlung der fünften Staffel war vom 2. November 2017 bis zum 10. Mai 2018 auf dem US-amerikanischen Fernsehsender CBS zu sehen. Die deutschsprachige Erstausstrahlung sendete der deutsche Pay-TV-Sender ProSieben Fun vom 2. Mai bis zum 11. Juli 2018.
| Nr. (ges.) | Nr. (St.) | Deutscher Titel                      | Originaltitel                              | Erstausstrahlung USA | Deutschsprachige Erstausstrahlung (D) | Regie         | Drehbuch                                                                                            | Zuschauer (USA) |
| ---------- | --------- | ------------------------------------ | ------------------------------------------ | -------------------- | ------------------------------------- | ------------- | --------------------------------------------------------------------------------------------------- | --------------- |
| 89         | 1         | Ein Antrag kommt selten allein       | Twinkle Lights and Grandma Shoes           | 2. Nov. 2017         | 2. Mai 2018                           | James Widdoes | Nick Bakay & Gemma Baker Idee: Adam Chase, Marco Pennette & Anne Flett-Giordano                     | 8,46 Mio.       |
| 90         | 2         | Der Schnee im Handschuhfach          | Fish Town and Too Many Thank You's         | 9. Nov. 2017         | 2. Mai 2018                           | James Widdoes | Eddie Gorodetsky & Susan McMartin Idee: Alissa Neubauer, Sheldon Bull & Britté Anchor               | 8,69 Mio.       |
| 91         | 3         | Zwischen zwei Ärschen                | A Seafaring Ancestor and a Bloomin' Onion  | 16. Nov. 2017        | 9. Mai 2018                           | James Widdoes | Susan McMartin & Anne Flett-Giordano Idee: Nick Bakay, Sheldon Bull & Britté Anchor                 | 8,39 Mio.       |
| 92         | 4         | Softeis im Swimmingpool              | Fancy Crackers and a Nashville Minute      | 23. Nov. 2017        | 9. Mai 2018                           | James Widdoes | Chuck Lorre, Eddie Gorodetsky & Gemma Baker Idee: Warren Bell & Marco Pennette                      | 7,89 Mio.       |
| 93         | 5         | Bonnies gute Seite                   | Poodle Fuzz and a Twinge of Jealousy       | 30. Nov. 2017        | 16. Mai 2018                          | James Widdoes | Alissa Neubauer & Adam Chase Idee: Marco Pennette & Anne Flett-Giordano                             | 8,59 Mio.       |
| 94         | 6         | Verliebte Brüder                     | Smooth Jazz and a Weird Floaty Eye         | 7. Dez. 2017         | 16. Mai 2018                          | James Widdoes | Nick Bakay, Sheldon Bull & Britté Anchor Idee: Eddie Gorodetsky & Susan McMartin                    | 8,78 Mio.       |
| 95         | 7         | Der Albtraum von der Zukunft         | Too Many Hippies and Huevos Rancheros      | 14. Dez. 2017        | 23. Mai 2018                          | James Widdoes | Eddie Gorodetsky, Gemma Baker & Warren Bell Idee: Nick Bakay & Susan McMartin                       | 8,65 Mio.       |
| 96         | 8         | Fremde Pos in meinem Höschen         | An Epi-Pen and a Security Cat              | 21. Dez. 2017        | 23. Mai 2018                          | James Widdoes | Nick Bakay, Marco Pennette & Anne Flett-Giordano Idee: Warren Bell, Adam Chase & Alissa Neubauer    | 8,85 Mio.       |
| 97         | 9         | Feuern verboten!                     | Teenage Vampires and a White Russian       | 4. Jan. 2018         | 30. Mai 2018                          | James Widdoes | Sheldon Bull, Anne Flett-Giordano & Michael Shipley Idee: Nick Bakay & Alissa Neubauer              | 9,88 Mio.       |
| 98         | 10        | Ein Kerl namens Christy              | A Bear and a Bladder Infection             | 11. Jan. 2018        | 30. Mai 2018                          | James Widdoes | Gemma Baker, Adam Chase & Susan McMartin Idee: Eddie Gorodetsky, Marco Pennette & Britté Anchor     | 9,54 Mio.       |
| 99         | 11        | Romantik mit Hindernissen            | Sex Fog and Some Kind of Doodle            | 18. Jan. 2018        | 6. Juni 2018                          | James Widdoes | Adam Chase, Alissa Neubauer & Susan McMartin Idee: Marco Pennette, Michael Shipley & Britté Anchor  | 9,26 Mio.       |
| 100        | 12        | Verleih’ nie Kohle an eine Plunkett! | Push-Down Coffee and a Working Turn Signal | 1. Feb. 2018         | 6. Juni 2018                          | James Widdoes | Eddie Gorodetsky & Gemma Baker Idee: Chuck Lorre & Nick Bakay                                       | 9,11 Mio.       |
| 101        | 13        | Jill zieht andere Saiten auf         | Pudding and a Screen Door                  | 1. März 2018         | 6. Juni 2018                          | James Widdoes | Nick Bakay, Gemma Baker & Britté Anchor Idee: Eddie Gorodetsky, Adam Chase & Susan McMartin         | 9,01 Mio.       |
| 102        | 14        | Die Macht der Miranda                | Charlotte Brontë and a Backhoe             | 8. März 2018         | 13. Juni 2018                         | James Widdoes | Nick Bakay, Warren Bell & Britté Anchor Idee: Marco Pennette, Adam Chase & Susan McMartin           | 9,06 Mio.       |
| 103        | 15        | Nüchtern betrachtet                  | Esta Loca and a Little Klingon             | 29. März 2018        | 13. Juni 2018                         | Lea Thompson  | Alissa Neubauer, Anne Flett-Giordano & Michael Shipley Idee: Sheldon Bull & Susan McMartin          | 8,56 Mio.       |
| 104        | 16        | Trost auf vier Pfoten                | Eight Cats and the Hat Show                | 5. Apr. 2018         | 20. Juni 2018                         | James Widdoes | Eddie Gorodetsky, Gemma Baker & Warren Bell Idee: Nick Bakay, Alissa Neubauer & Adam Chase          | 8,34 Mio.       |
| 105        | 17        | Trouble mit Tammy                    | Crazy Snakes and a Clog to the Head        | 12. Apr. 2018        | 20. Juni 2018                         | James Widdoes | Nick Bakay, Sheldon Bull & Michael Shipley Idee: Susan McMartin & Anne Flett-Giordano               | 8,94 Mio.       |
| 106        | 18        | Gut betreut und nichts bereut        | Spaghetti Sauce and a Dumpster Fire        | 19. Apr. 2018        | 27. Juni 2018                         | James Widdoes | Anne Flett-Giordano & Michael Shipley Idee: Gemma Baker & Susan McMartin                            | 8,82 Mio.       |
| 107        | 19        | Unmut schützt vor Strafe nicht       | A Taco Bowl and a Tubby Seamstress         | 26. Apr. 2018        | 27. Juni 2018                         | James Widdoes | Eddie Gorodetsky, Adam Chase & Alissa Neubauer Idee: Nick Bakay, Marco Pennette & Warren Bell       | 8,31 Mio.       |
| 108        | 20        | Das Sandwich des Grauens             | Ocular Fluid and Fighting Robots           | 3. Mai 2018          | 4. Juli 2018                          | James Widdoes | Sheldon Bull, Michael Shipley & Britté Anchor Idee: Gemma Baker, Adam Chase & Anne Flett-Giordano   | 8,63 Mio.       |
| 109        | 21        | Rückschritt in Reno                  | Phone Confetti and a Wee Dingle            | 10. Mai 2018         | 4. Juli 2018                          | James Widdoes | Eddie Gorodetsky, Nick Bakay & Alissa Neubauer Idee: Warren Bell, Marco Pennette & Susan McMartin   | 9,08 Mio.       |
| 110        | 22        | Verspielt und verloren               | Diamond Earrings and a Pumpkin Head        | 10. Mai 2018         | 11. Juli 2018                         | James Widdoes | Warren Bell, Marco Pennette & Alissa Neubauer Idee: Eddie Gorodetsky, Sheldon Bull & Susan McMartin | 7,97 Mio.       |

## Staffel 6
Die Erstausstrahlung der sechsten Staffel war vom 27. September 2018 bis zum 9. Mai 2019 auf dem US-amerikanischen Fernsehsender CBS zu sehen. Die deutschsprachige Erstausstrahlung sendete der deutschen Pay-TV-Sender ProSieben Fun vom 3. April bis zum 7. August 2019.
| Nr. (ges.) | Nr. (St.) | Deutscher Titel                       | Originaltitel                              | Erstausstrahlung USA | Deutschsprachige Erstausstrahlung (D) | Regie                | Drehbuch                                                                                             | Zuschauer (USA) |
| ---------- | --------- | ------------------------------------- | ------------------------------------------ | -------------------- | ------------------------------------- | -------------------- | --- | --------------- |
| 111        | 1         | Nicht mal im Traum!                   | Pre-Washed Lettuce and a Mime              | 27. Sep. 2018        | 3. Apr. 2019                          | James Widdoes        | Warren Bell, Marco Pennette & Adam Chase Idee: Nick Bakay, Gemma Baker & Alissa Neubauer             | 7,94 Mio.       |
| 112        | 2         | Gurke oder Essiggurke?                | Go-Go Boots and a Butt Cushion             | 4. Okt. 2018         | 10. Apr. 2019                         | James Widdoes        | Gemma Baker, Alissa Neubauer & Sheldon Bull Idee: Warren Bell & Britté Anchor                        | 7,83 Mio.       |
| 113        | 3         | Die furchtbare Professorin            | Ambulance Chasers and a Babbling Brook     | 11. Okt. 2018        | 17. Apr. 2019                         | James Widdoes        | Gemma Baker & Alissa Neubauer Idee: Warren Bell, Sheldon Bull & Britté Anchor                        | 8,21 Mio.       |
| 114        | 4         | Nachtangst                            | Big Sauce and Coconut Water                | 18. Okt. 2018        | 24. Apr. 2019                         | James Widdoes        | Nick Bakay, Sheldon Bull & Susan McMartin Idee: Anne Flett-Giordano, Michael Shipley & Britté Anchor | 8,12 Mio.       |
| 115        | 5         | Der verschwundene Obstgarten          | Flying Monkeys and a Tank of Nitrous       | 25. Okt. 2018        | 1. Mai 2019                           | James Widdoes        | Nick Bakay & Adam Chase & Susan McMartin Idee: Marco Pennette, Anne Flett-Giordano & Michael Shipley | 7,98 Mio.       |
| 116        | 6         | Bo und die Sucht nach Tattoos         | Cottage Cheese and a Weird Buzz            | 1. Nov. 2018         | 8. Mai 2019                           | James Widdoes        | Marco Pennette, Anne Flett-Giordano & Michael Shipley Idee: Nick Bakay, Adam Chase & Susan McMartin  | 7,90 Mio.       |
| 117        | 7         | Die Party im Kleiderschrank           | Puzzle Club and a Closet Party             | 8. Nov. 2018         | 8. Mai 2019                           | James Widdoes        | Gemma Baker, Warren Bell & Alissa Neubauer Idee: Sheldon Bull & Britté Anchor                        | 8,09 Mio.       |
| 118        | 8         | Die Mutter aller Probleme             | Jell-o Shots and the Truth about Santa     | 15. Nov. 2018        | 15. Mai 2019                          | James Widdoes        | Gemma Baker, Adam Chase & Sheldon Bull Idee: Susan McMartin & Anne Flett-Giordano                    | 7,93 Mio.       |
| 119        | 9         | Schmerz lass nach!                    | Pork Loin and a Beat Up Monte Carlo        | 29. Nov. 2018        | 15. Mai 2019                          | James Widdoes        | Nick Bakay, Marco Pennette & Britté Anchor Idee: Warren Bell & Alissa Neubauer                       | 7,47 Mio.       |
| 120        | 10        | Bonnie riecht den Braten              | Flamingos and a Dance-Based Exercise Class | 6. Dez. 2018         | 22. Mai 2019                          | James Widdoes        | Sheldon Bull, Anne Flett-Giordano & Michael Shipley Idee: Gemma Baker, Adam Chase & Susan McMartin   | 7,92 Mio.       |
| 121        | 11        | Tacos für Tammy                       | Foot Powder and Five Feet of Vodka         | 13. Dez. 2018        | 29. Mai 2019                          | James Widdoes        | Nick Bakay, Warren Bell & Susan McMartin Idee: Marco Pennette, Alissa Neubauer & Britté Anchor       | 7,72 Mio.       |
| 122        | 12        | Eine einfache Umarmung                | Hacky Sack and a Beautiful Experience      | 10. Jan. 2019        | 5. Juni 2019                          | James Widdoes        | Gemma Baker, Adam Chase & Michael Shipley Idee: Sheldon Bull & Anne Flett-Giordano                   | 9,35 Mio.       |
| 123        | 13        | Wer Freunde hat, braucht keine Feinde | Big Floor Pillows and a Ball of Fire       | 17. Jan. 2019        | 12. Juni 2019                         | James Widdoes        | Nick Bakay, Susan McMartin & Anne Flett-Giordano Idee: Warren Bell, Adam Chase & Michael Shipley     | 8,45 Mio.       |
| 124        | 14        | Jill und ihr Bodyguard                | Kalamazoo and a Bad Wedge of Brie          | 31. Jan. 2019        | 19. Juni 2019                         | James Widdoes        | Marco Pennette, Alissa Neubauer & Britté Anchor Idee: Nick Bakay, Warren Bell & Susan McMartin       | 8,55 Mio.       |
| 125        | 15        | Das Date mit Mom                      | Sparkling Banter and a Failing Steel Town  | 14. Feb. 2019        | 26. Juni 2019                         | James Widdoes        | Gemma Baker, Marco Pennette & Adam Chase Idee: Alissa Neubauer & Britté Anchor                       | 7,64 Mio.       |
| 126        | 16        | Miss Unausstehlich                    | Skippy and the Knowledge Hole              | 21. Feb. 2019        | 3. Juli 2019                          | James Widdoes        | Alissa Neubauer, Sheldon Bull & Britté Anchor Idee: Gemma Baker & Marco Pennette                     | 8,41 Mio.       |
| 127        | 17        | Therapie wider Willen                 | Cincinnati and a Toe Situation             | 7. März 2019         | 10. Juli 2019                         | James Widdoes        | Nick Bakay, Warren Bell & Susan McMartin Idee: Sheldon Bull, Anne Flett-Giordano & Michael Shipley   | 8,30 Mio.       |
| 128        | 18        | Supermom                              | Soup Town and a Little Blonde Mongoose     | 4. Apr. 2019         | 17. Juli 2019                         | Rebecca Ancheta Blum | Anne Flett-Giordano, Michael Shipley & Britté Anchor Idee: Gemma Baker, Adam Chase & Sheldon Bull    | 7,61 Mio.       |
| 129        | 19        | Weg mit den Spendierhosen             | Lumbar Support and Old Pork                | 18. Apr. 2019        | 24. Juli 2019                         | James Widdoes        | Marco Pennette, Alissa Neubauer & Susan McMartin Idee: Nick Bakay, Warren Bell & Maria Espada Pearce | 6,62 Mio.       |
| 130        | 20        | Vergebungskumpels                     | Triple Dip and an Overhand Grip            | 25. Apr. 2019        | 31. Juli 2019                         | James Widdoes        | Nick Bakay, Sheldon Bull & Susan McMartin Idee: Marco Pennette, Alissa Neubauer & Michael Shipley    | 7,91 Mio.       |
| 131        | 21        | Immer diese Aufschieberitis!          | Fingers Guns and a Beef Bourguignon        | 2. Mai 2019          | 7. Aug. 2019                          | James Widdoes        | Warren Bell, Anne Flett-Giordano & Adam Chase Idee: Gemma Baker, Britté Anchor & Chelsea Myers       | 7,89 Mio.       |
| 132        | 22        | Blitzhochzeit                         | Crazy Hair and a Teeny Tiny Part of Canada | 9. Mai 2019          | 7. Aug. 2019                          | James Widdoes        | Gemma Baker, Adam Chase & Anne Flett-Giordano Idee: Warren Bell, Michael Shipley & Britté Anchor     | 8,08 Mio.       |

## Staffel 7
Die Erstausstrahlung der siebten Staffel war vom 26. September 2019 bis zum 16. April 2020 auf dem US-amerikanischen Fernsehsender CBS zu sehen. Die deutschsprachige Erstausstrahlung sendete der Schweizer Free-TV-Sender TV25 vom 4. Juni bis zum 6. August 2020.
| Nr. (ges.) | Nr. (St.) | Deutscher Titel                         | Originaltitel                           | Erstausstrahlung USA | Deutschsprachige Erstausstrahlung (CH/D) | Regie                | Drehbuch                                                                                               | Zuschauer (USA) |
| ---------- | --------- | --------------------------------------- | --------------------------------------- | -------------------- | ---------------------------------------- | -------------------- | --- | --------------- |
| 133        | 1         | Betreute Flitterwochen                  | Audrey Hepburn and a Jalapeño Pepper    | 26. Sep. 2019        | 4. Juni 2020                             | James Widdoes        | Warren Bell, Alissa Neubauer & Adam Chase Idee: Gemma Baker, Britté Anchor & Robin Morrison            | 6,25 Mio.       |
| 134        | 2         | Kräftemessen im Fitnessstudio           | Pop Pop and a Puma                      | 3. Okt. 2019         | 4. Juni 2020                             | James Widdoes        | Nick Bakay, Ilana Wernick & Anne Flett-Giordano Idee: Marco Pennette, Sheldon Bull & Susan McMartin    | 6,28 Mio.       |
| 135        | 3         | Die Janikowski-Entscheidung             | Goat Yogurt and Ample Parking           | 10. Okt. 2019        | 11. Juni 2020                            | James Widdoes        | Gemma Baker, Adam Chase & Britté Anchor Idee: Warren Bell & Alissa Neubauer                            | 5,78 Mio.       |
| 136        | 4         | Rudys erstes Mal                        | Twirly Flippy Men and a Dirty Bird      | 17. Okt. 2019        | 11. Juni 2020                            | James Widdoes        | Sheldon Bull, Susan McMartin & Chelsea Myers Idee: Marco Pennette, Ilana Wernick & Anne Flett-Giordano | 5,81 Mio.       |
| 137        | 5         | Die Suche nach Gottes Plan              | Fake Bacon and a Plan to Kill All of Us | 24. Okt. 2019        | 18. Juni 2020                            | James Widdoes        | Warren Bell, Alissa Neubauer & Britté Anchor Idee: Gemma Baker & Adam Chase                            | 6,34 Mio.       |
| 138        | 6         | Die Mitleids-Ehefrau                    | Wile E. Coyote and a Possessed Doll     | 7. Nov. 2019         | 18. Juni 2020                            | Rebecca Ancheta Blum | Nick Bakay, Sheldon Bull & Ilana Wernick Idee: Marco Pennette, Susan McMartin & Anne Flett-Giordano    | 6,20 Mio.       |
| 139        | 7         | Die Pärchenabend-Krise                  | Pork Butt and a Mall Walker             | 14. Nov. 2019        | 25. Juni 2020                            | James Widdoes        | Marco Pennette, Susan McMartin & Anne Flett-Giordano Idee: Nick Bakay, Sheldon Bull & Ilana Wernick    | 6,28 Mio.       |
| 140        | 8         | Blechschaden                            | Hot Butter and Toxic Narcissism         | 21. Nov. 2019        | 25. Juni 2020                            | James Widdoes        | Gemma Baker, Warren Bell & Britté Anchor Idee: Alissa Neubauer & Adam Chase                            | 6,06 Mio.       |
| 141        | 9         | Die verschmähte Lederjacke              | Tuna Florentine and a Clean Handoff     | 5. Dez. 2019         | 2. Juli 2020                             | James Widdoes        | Nick Bakay, Susan McMartin & Britté Anchor Idee: Warren Bell, Ilana Wernick & Anne Flett-Giordano      | 6,07 Mio.       |
| 142        | 10        | Ist das Leben nicht fürchterlich?       | Higgledy-Piggledy and a Cat Show        | 5. Dez. 2019         | 2. Juli 2020                             | James Widdoes        | Gemma Baker, Alissa Neubauer & Adam Chase Idee: Warren Bell & Britté Anchor                            | 6,25 Mio.       |
| 143        | 11        | Eine Niere für Tante Cookie             | One Tiny Incision and a Coffin Dress    | 9. Jan. 2020         | 6. Juli 2020                             | James Widdoes        | Nick Bakay, Marco Pennette & Anne Flett Giordano Idee: Sheldon Bull, Ilana Wernick & Susan McMartin    | 5,99 Mio.       |
| 144        | 12        | Danke, Danke!                           | Boohickey and a Mud Flap                | 16. Jan. 2020        | 9. Juli 2020                             | James Widdoes        | Alissa Neubauer, Adam Chase & Sheldon Bull Idee: Gemma Baker & Marco Pennette                          | 6,30 Mio.       |
| 145        | 13        | Die Hilferesistente Querulantin         | Dammit Sandra and the Money Bus         | 30. Jan. 2020        | 16. Juli 2020                            | James Widdoes        | Warren Bell, Ilana Wernick & Anne Flett-Giordano Idee: Nick Bakay, Susan McMartin & Britté Anchor      | 6,08 Mio.       |
| 146        | 14        | Ein Transplantat auf Sauftour           | Cheddar Cheese and a Squirrel Circus    | 6. Feb. 2020         | 16. Juli 2020                            | James Widdoes        | Gemma Baker, Marco Pennette & Adam Chase Idee: Alissa Neubauer & Sheldon Bull                          | 6,34 Mio.       |
| 147        | 15        | Die Silberbesteck-Affäre                | Somebody's Grandmother and the A-List   | 13. Feb. 2020        | 23. Juli 2020                            | James Widdoes        | Marco Pennette, Alissa Neubauer & Sheldon Bull Idee: Gemma Baker & Adam Chase                          | 6,27 Mio.       |
| 148        | 16        | Auf Eis gelegt                          | Judy Garland and a Sexy Troll Doll      | 20. Feb. 2020        | 23. Juli 2020                            | Betsy Thomas         | Gemma Baker, Marco Pennette & Sheldon Bull Idee: Alissa Neubauer & Adam Chase                          | 6,28 Mio.       |
| 149        | 17        | Liebe ist ein seltsames Spiel           | Beef Baloney Dan and the Hot Zone       | 5. März 2020         | 30. Juli 2020                            | James Widdoes        | Nick Bakay, Ilana Wernick & Susan McMartin Idee: Warren Bell, Anne Flett-Giordano & Britté Anchor      | 5,82 Mio.       |
| 150        | 18        | Fünf Frauen und ein Baby                | A Judgy Face and Your Grandma's Drawers | 12. März 2020        | 30. Juli 2020                            | James Widdoes        | Alissa Neubauer, Adam Chase & Sheldon Bull Idee: Gemma Baker & Marco Pennette                          | 6,35 Mio.       |
| 151        | 19        | Ein Psychotherapeut verliert die Nerven | Texas Pete and a Parking Lot Carnival   | 2. Apr. 2020         | 6. Aug. 2020                             | James Widdoes        | Ann Flett-Giordano, Britté Anchor & Robyn Morrison Idee: Nick Bakay, Warren Bell & Susan McMartin      | 7,62 Mio.       |
| 152        | 20        | Mädelstrip                              | Big Sad Eyes and a Wrinkled Hot Dog     | 16. Apr. 2020        | 6. Aug. 2020                             | James Widdoes        | Nick Bakay, Susan McMartin & Britté Anchor Idee: Adam Chase, Sheldon Bull & Anne Flett-Giordano        | 7,14 Mio.       |

## Staffel 8
Die Erstausstrahlung der achten Staffel war vom 5. November 2020 bis zum 13. Mai 2021 auf dem US-amerikanischen Fernsehsender CBS zu sehen. Die deutschsprachige Erstausstrahlung sendete der deutsche Pay-TV-Sender ProSieben Fun vom 5. Mai bis zum 30. Juni 2021.
| Nr. (ges.) | Nr. (St.) | Deutscher Titel               | Originaltitel                           | Erstausstrahlung USA | Deutschsprachige Erstausstrahlung (D) | Regie                | Drehbuch | Zuschauer (USA) |
| ---------- | --------- | ----------------------------- | --------------------------------------- | -------------------- | ------------------------------------- | -------------------- | --- | --------------- |
| 153        | 1         | Pyjamaparty                   | Sex Bucket and the Grammar Police       | 5. Nov. 2020         | 5. Mai 2021                           | James Widdoes        | Alissa Neubauer, Adam Chase & Ilana Wernick Idee: Gemma Baker, Anne Flett-Giordano & Chelsea Myers                       | 4,82 Mio.       |
| 154        | 2         | Oh, Gary!                     | Smitten Kitten and a Tiny Boo-Boo Error | 12. Nov. 2020        | 5. Mai 2021                           | James Widdoes        | Gemma Baker & Ilana Wernick & Anne Flett-Giordano Idee: Alissa Neubauer & Adam Chase & Chelsea Myers                     | 5,21 Mio.       |
| 155        | 3         | Romanze mit dem Rockstar      | Tang and a Safe Space for Everybody     | 19. Nov. 2020        | 12. Mai 2021                          | James Widdoes        | Warren Bell & Susan McMartin & Britté Anchor Idee: Nick Bakay & Sheldon Bull & Chandra Thomas                            | 5,07 Mio.       |
| 156        | 4         | Beziehungsstress              | Astronauts and Fat Trimmings            | 3. Dez. 2020         | 12. Mai 2021                          | James Widdoes        | Nick Bakay & Warren Bell & Sheldon Bull Idee: Susan McMartin & Britté Anchor & Chandra Thomas                            | 5,17 Mio.       |
| 157        | 5         | Der Geist der letzten Liebe   | Sober Wizard and a Woodshop Workshop    | 17. Dez. 2020        | 19. Mai 2021                          | James Widdoes        | Gemma Baker & Alissa Neubauer & Adam Chase Idee: Warren Bell & Ilana Wernick & Anne Flett-Giordano                       | 4,59 Mio.       |
| 158        | 6         | Auszeit                       | Woo-Woo Lights and an Onside Kick       | 21. Jan. 2021        | 19. Mai 2021                          | James Widdoes        | Nick Bakay & Susan McMartin & Britté Anchor Idee: Warren Bell & Sheldon Bull & Nadiya Chettiar                           | 5,02 Mio.       |
| 159        | 7         | Zweitwohnsitz auf vier Rädern | S'Mores and a Sadness Cocoon            | 11. Feb. 2021        | 26. Mai 2021                          | James Widdoes        | Warren Bell & Alissa Neubauer & Adam Chase Idee: Gemma Baker & Ilana Wernick & Chandra Thomas                            | 5,45 Mio.       |
| 160        | 8         | Trennungsschmerz              | Bloody Stumps and a Chemical Smell      | 18. Feb. 2021        | 26. Mai 2021                          | James Widdoes        | Sheldon Bull & Anne Flett-Giordano & Nadiya Chettiar Idee: Nick Bakay & Susan McMartin & Britté Anchor                   | 5,34 Mio.       |
| 161        | 9         | Therapeuten-Tête-à-Tête       | Whip-Its and Emotionally Attuned Babies | 25. Feb. 2021        | 2. Juni 2021                          | James Widdoes        | Gemma Baker & Alissa Neubauer & Ilana Wernick Idee: Warren Bell & Adam Chase & Chelsea Myers                             | 5,18 Mio.       |
| 162        | 10        | Laufpass am Valentinstag      | Illegal Eels and the Cantaloupe Man     | 4. März 2021         | 2. Juni 2021                          | James Widdoes        | Alissa Neubauer & Adam Chase & Sheldon Bull Idee: Susan McMartin & Ilana Wernick & Britté Anchor                         | 5,28 Mio.       |
| 163        | 11        | Männersache                   | Strutting Peacock and Father O'Leary    | 11. März 2021        | 9. Juni 2021                          | Rebecca Ancheta Blum | Nick Bakay & Anne Flett-Giordano & Nadiya Chettiar Idee: Sheldon Bull & Susan McMartin & Britté Anchor                   | 4,67 Mio.       |
| 164        | 12        | Die pikante Plakatwand        | Tiny Dancer and an Impromptu Picnic     | 1. Apr. 2021         | 9. Juni 2021                          | Nick Bakay           | Susan McMartin, Britte Anchor and Nadiya Chettiar Idee: Nick Bakay, Sheldon Bull and Chelsea Myers                       | 5,00 Mio.       |
| 165        | 13        | Abbitte? Ja, bitte!           | Klondike-Five and a Secret Family       | 8. Apr. 2021         | 16. Juni 2021                         | James Widdoes        | Nick Bakay & Warren Bell & Robyn Morrison Idee: Adam Chase & Susan McMartin & Anne Flett-Giordano                        | 4,93 Mio.       |
| 166        | 14        | Neidisch auf Tammy            | Endorphins and a Toasty Tushy           | 15. Apr. 2021        | 16. Juni 2021                         | James Widdoes        | Gemma Baker & Ilana Wernick & Nadiya Chettiar & Matthew McGeehan Idee: Alissa Neubauer & Sheldon Bull & Britté Anchor    | 5,35 Mio.       |
| 167        | 15        | Durch Schein zum Sein         | Vinyl Flooring and a Cartoon Bear       | 22. Apr. 2021        | 23. Juni 2021                         | James Widdoes        | Ilana Wernick & Britté Anchor & Nadiya Chettiar & Alexandra Melnick Idee: Gemma Baker & Alissa Neubauer & Sheldon Bull   | 5,04 Mio.       |
| 168        | 16        | Der böse Zauberer             | Scooby-Doo Checks and Salisbury Steak   | 29. Apr. 2021        | 23. Juni 2021                         | James Widdoes        | Adam Chase & Anne Flett-Giordano & Emlyn Crenshaw Idee: Nick Bakay & Warren Bell & Susan McMartin & Chandra Thomas       | 5,30 Mio.       |
| 169        | 17        | Ein Abend für Marjorie        | A Community Hero and a Wide Turn        | 6. Mai 2021          | 30. Juni 2021                         | James Widdoes        | Sheldon Bull & Britté Anchor & Nadiya Chettiar Idee: Gemma Baker & Alissa Neubauer & Ilana Wernick & Anne Flett-Giordano | 5,29 Mio.       |
| 170        | 18        | Die dankbare Alkoholikerin    | My Kinda People and the Big To-Do       | 13. Mai 2021         | 30. Juni 2021                         | James Widdoes        | Chuck Lorre & Nick Bakay & Gemma Baker & Warren Bell                                                                     | 6,17 Mio.       |